# Berthe-Virginie Tuedjo
Berthe-Virginie Tuedjo est une écrivaine camerounaise née le 4 avril 1956. Elle est l'autrice d'un livre de conte et d'un recueil de poésie.

## Biographie
Berthe-Virginie Tuedjo voit le jour le 4 avril 1956 à Bandjoun, département du Koung-Khi  dans la région de l'Ouest à l'époque du Cameroun français, quatre ans avant les indépendances. Son aventure littéraire débute au Collège Sainte Marie de Bafang avec la rédaction de poèmes et de contes. En 1974 au Collège de la Retraite à Yaoundé, elle manifeste la volonté de publier un florilège. C'est en 1988 finalement, qu'elle met à la disposition du grand public son premier recueil de poèmes intitulé La Silhouette et l'ombre aux éditions Belle Afrique. Cette œuvre sera numérisée le 10 mai 2007. Devenue par la suite enseignante au Lycée Technique de Bafoussam, elle publie La Nuit des grillons aux éditions L'Harmattan en 2012. Dans cet ouvrage, elle décrit un village troublant où règne la domination des hommes qui privent de viande leurs compagnes et leur progéniture ne leur laissant que les légumes et les insectes. Les enfants se livrent dès lors à la dangereuse chasse aux criquets. L'héroïne, la petite Awa, va tomber dans les griffes d'un personnage peu recommandable. En dehors de sa carrière d'écrivaine, Berthe-Virginie Tuedjo est membre du conseil d'administration de l'Association des Conseillers en Économie Sociale et Familiale du Cameroun (ACESF-CA),. Par ailleurs artiste peintre sous le sobriquet de Sipap, elle est la lauréate du Prix de promotion féminine pour son tableau La joie d'être mère, lors d'un concours national d'arts plastiques organisé à Yaoundé dans le cadre des premières Journées culturelles du Centre international des civilisations bantu (CICIBA). Berthe-Virginie Tuedjo est enregistrée comme poétesse à la Société Civile des Droits de la Littérature et des Arts Dramatiques (SOCILADRA). Elle est étudiée comme femme écrivaine francophone.

## Publications
- Berthe-Virginie Tuedjo, La Nuit des grillons (conte), Éditions L'Harmattan, Paris, 2012.
- Berthe-Virginie Tuedjo, La Silhouette et l'ombre (publication), 1988.